# Ангола на літніх Олімпійських іграх 2012
Анголу на літніх Олімпійських іграх 2012 представляли 34 спортсмени у семи видах спорту:
- Легка атлетика
- Баскетбол
- Бокс
- Гандбол
- Дзюдо
- Плавання
- Веслування на байдарках і каное.

Жоден спортсмен не завоював медалі для своєї країни.